# Riñonera

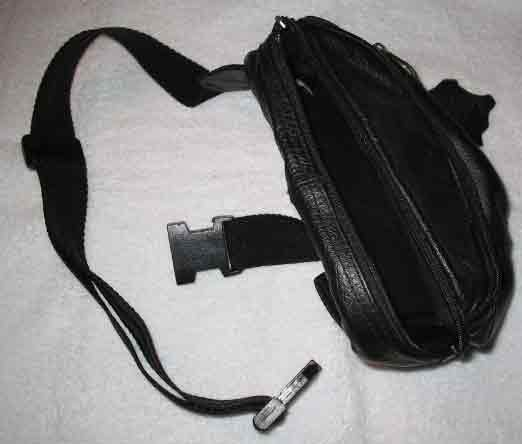
Una riñonera negra

Una riñonera, cangurera (en México), canguro, koala (en Venezuela) o banano (en Chile) es un pequeño bolso, que viene acompañado con un cinturón, el cual permite ajustarlo bien sea a la cintura o a la cadera.

## Historia

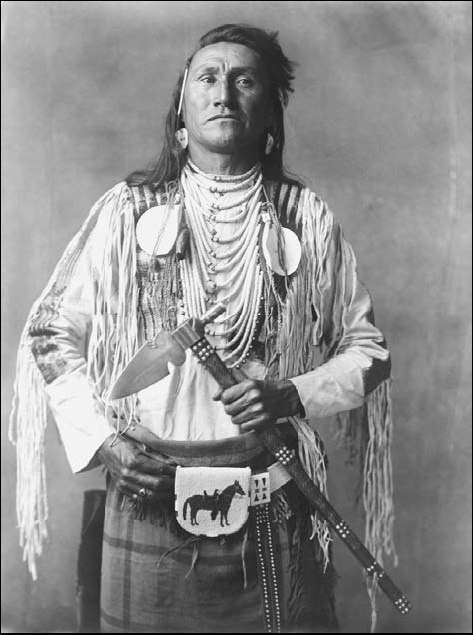
Vestimenta tradicional de un indígena estadounidense portando una riñonera.

### Orígenes
Realmente no se conoce quien inventó este tipo de bolsos, aunque se tiene conocimiento de su uso desde hace miles de años. Como Ötzi, quien vivió hace 5000 años y fue descubierto con un cinturón con bolsa para guardar algunas de sus pertenencias.
También se sabe de los indígenas americanos, que usaban una bolsa de piel de búfalo atada a la cintura junto a sus vestimentas.

### Auge y declive
La riñonera moderna alcanzó una gran popularidad a finales de los años 1980 y a principios y mediados de los 1990. Sin embargo, en la actualidad hay gente que la considera pasada de moda. Algunos la consideran parte del estereotipo del turista. Hoy en día suelen llevarla vendedores ambulantes, ciclistas y excursionistas.

### Moda retro
Para algunos la resurrección de la riñonera se ha producido en forma de irónica moda retro. En este sentido puede decirse que la riñonera ha vuelto a ponerse de moda entre la juventud. Diseñadores de primera fila como Klofy, Gucci, Reebok, Prada, The North Face o Louis Vuitton no han dejado pasar esta oportunidad sacando al mercado nuevos modelos rediseñados.

## Practicidad
La riñonera suele tener gran utilidad para llevar medicamentos u otros objetos importantes, no muy grandes en tamaño. Es también especialmente práctica si se está de viaje, en una excursión o en situaciones críticas, ya que permite llevar artículos básicos que pueden sacarnos de un apuro.